# Olgierd Truszyński

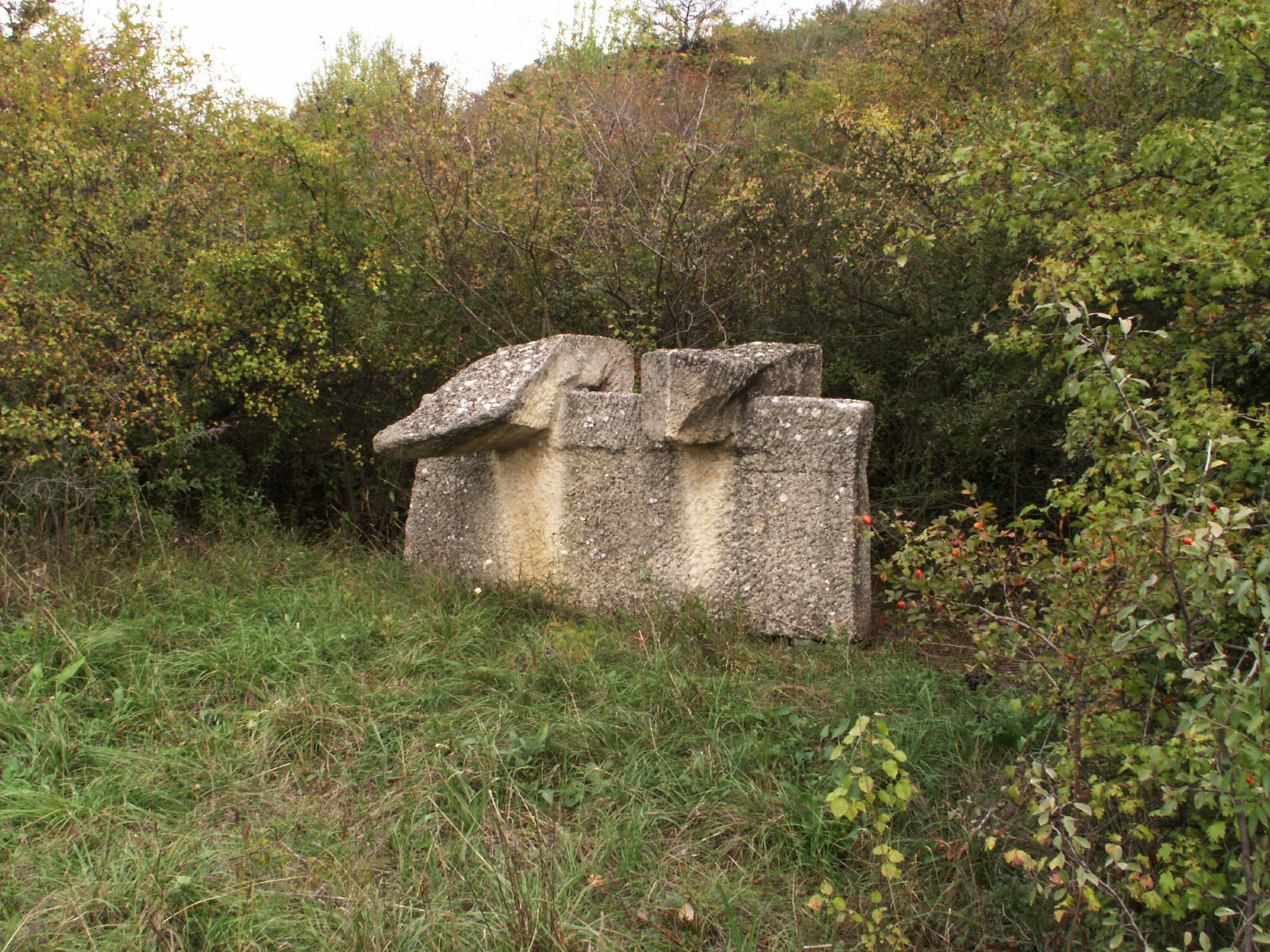
Sympozjum rzeźbiarzy europejskich w St. Margarethen (Austria) 1964

Olgierd Jan Truszyński (ur. 6 grudnia 1931 w Poznaniu, zm. 22 stycznia 2020 w Warszawie) – polski rzeźbiarz.

## Życiorys
W latach 1950–1955 studiował w Państwowej Wyższej Szkole Sztuk Plastycznych w Poznaniu, następnie przez rok w ASP w Warszawie, był uczniem Bazylego Wojtowicza.
Wykładał w latach 1965-1967 w Instytucie Sztuk Pięknych w Konakry. Od 1987 roku pracował w Państwowej Wyższej Szkole Sztuk Plastycznych w Poznaniu. Stworzył cykle rzeźbiarskie m.in.: „Cyrkowcy”, „Kobietony”, „Bramy”.
Uczestniczył w Sympozjum rzeźbiarzy europejskich w St. Margarethen (Austria) w roku 1964.